# Михеев, Григорий Михеевич
Григорий Михеевич Михеев (12 января 1957 года, Даугавпилс — 27 января 2019 года, там же) — художник, иконописец, реставратор, эссеист, историк. Жил в Даугавпилсе, Латвия.

## Биография
Родился 12 января 1957 года в Даугавпилсе. В 1973—1974 годах учился в Даугавпилсской студии изобразительного искусства у Карлиса и Инты Добрайс, в 1975—1979 годах — на художественно-графическом факультете Одесского педагогического института им. К. Д. Ушинского. С 1976 года изучал технологию реставрации темперной живописи. В 1980—1981 годах путешествовал по Украине. В 1982—1984 годах жил в Белгороде, работал в областном отделении Художественного Фонда РСФСР. В 1984 году вернулся в Латвию. В 1985—1987 годах преподавал рисунок, живопись и композицию в Даугавпилсской детской художественной школе. В 1986—1992 годах учился в Латвийской Академии художеств. С 1990 года участвовал в галерейной выставочной деятельности, был членом художественной группы «KRASTS» и группы «Свободное искусство». С 1998 года член Ассоциации художников Даугавпилсского региона. В 2000 году участвовал в Международном фестивале искусств «Мастер Класс» в Санкт-Петербурге. В 2005 году инициировал и координировал международную выставку «Культура староверов Балтийских стран» (Литовский художественный музей), стал одним из учредителей Ассоциации творческой интеллигенции Даугавпилсского региона «DINA-ART» С 2005 года занимается исследованием истории культуры центральной Европы, участвует в международных научных конференциях.

## Творческий путь

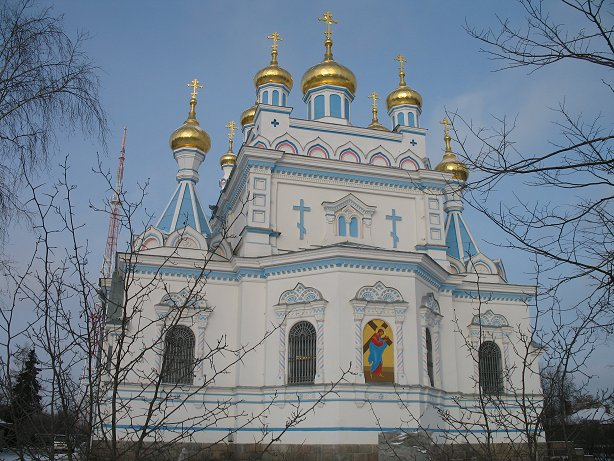
Даугавпилсский кафедральный собор святых благоверных Бориса и Глеба

Работал в техниках станковой живописи и графики, монументальной живописи, в книжной графике, в станковой и монументальной иконописи. Дебютировал на выставке произведений молодых художников в 1977 году в выставочных залах Одесского отделения Союза художников УССР и Одесского государственного художественного музея. В этом же году отреставрировал несколько икон в моленной Володинской старообрядческой общины (Даугавпилсский район). В 1980 году написал несколько икон для православных храмов в Киевской области Украины и совместно с Сергеем Бурда создал 15-ти фигурную роспись «Деисус» в подкупольном пространстве церкви св. Екатерины в Феодосии (роспись уничтожена при реконструкции храма в 2002 году). С 1981 года создал ряд росписей в техниках казеиновой темперы и холодной энкаустики («Лето» в столовой Харьковского завода «Точмедприбор», «Сказочный город» в детском саду села Драгунка Белгородской области, «Двинск 1919» в Даугавпилсском СПТУ-38, «Строители» в актовом зале Даугавпилсского производственного участка УПТК, несколько росписей в Даугавпилсской СШ № 16). В 1993—1995 годах оформил несколько общественных интерьеров в Даугавпилсе (актовый зал Русской гимназии, банкетный зал «Vētra», кафе «Zīla Ezerzeme», магазин фирмы «Zodiak»). В 1994—1995 годах иллюстрировал Букварь для русских школ Латвии. В 2001—2010 годах провел 7 персональных выставок (Даугавпилс — 2001, 2007, Вильнюс — 2003, 2006, 2010, Рига — 2004, Лудза — 2008). В 2005 году участвовал в подготовке и проведении в Литовском художественном музее международной выставки «Культура староверов Балтийских стран». В 2009 году участвовал в выставке Иконопись Латвии XX—XXI веков. В 2010 году написал цикл картин «Летопись древлеправославия в Литве».
В 2008 году написал икону Несение креста, которая находится на наружной стене апсиды Борисоглебского собора в Даугавпилсе.

## Работы автора
Картины Григория Михеева находятся в Даугавпилсском краеведческом и художественном музее, в собрании Художественного объединения города Финспонг (Швеция), в фонде Международного фестиваля искусств «Мастер Класс» в Санкт-Петербурге, в частных собраниях Украины, России, Латвии, Литвы, Польши, Дании, Германии, Финляндии, Швеции, Австрии, Израиля, США, Канады. Написанные им иконы находятся в храмах Украины и Латвии, в частных собраниях Украины, Латвии и Литвы.
Эссе и статьи Григория Михеева печатались в № 2, 5, 6, 7 Провинциального альманаха «HRONOS» (Даугавпилс, 2003—2005), в журнале Культурно-просветительная работа (Встреча). Москва, 2007, № 7; и 2008, № 4-6. 61 каталожное описание икон, выполненное Григорием Михеевым, напечатано в издании Культура староверов стран Балтии и Польши. Исследования и альбом. Vilnius, 2010; материал «Памятник книжной культуры староверов Даугавпилсского р-на» напечатан в журнале Вильнюсского университета Slavistica Vilnensis.

## Смерть
Скончался 27 января 2019 года на 63 году жизни. 30 января 2019 года состоялось отпевание в старообрядческом храме (ул. Ликснас,38) и затем погребение на кладбище Гривы.

## Память
8 января 2020 года в городском музее открылась выставка Григория Михеева «Память». Отчёт по открытию выставки 8 января.